# パターソンの大滝

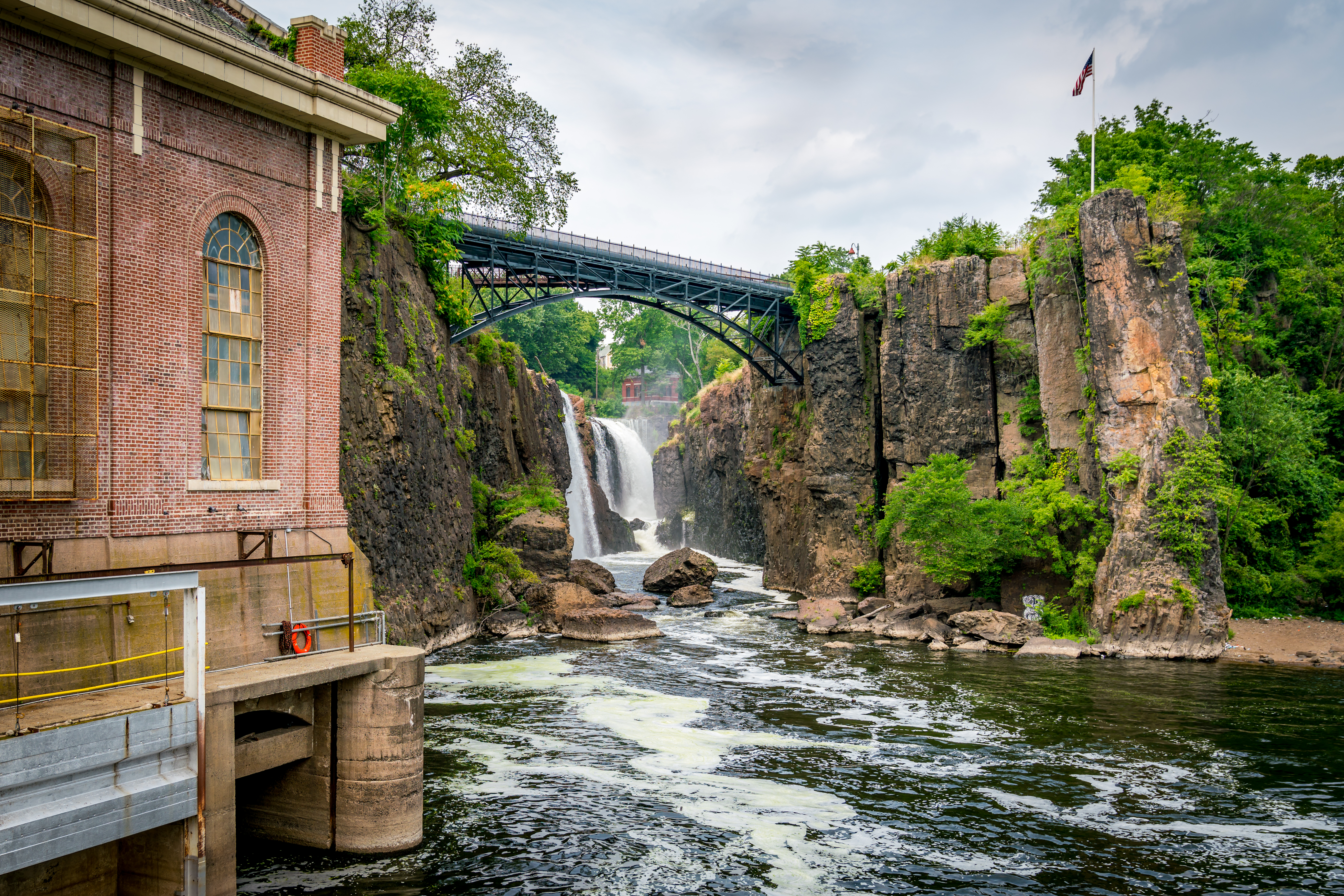
パサイク川の大滝（アメリカ合衆国国家歴史登録財）

パターソンの大滝（パターソンのおおだき、英語: Paterson Great Falls）は、土地では単にグレートフォールズ（英語: Great Falls）とも呼ばれ、アメリカ合衆国ニュージャージー州パサイク郡パターソンのパセイック川にかかる、落差23メートルの著名な滝である。滝とその周辺は、国立公園局が管理する「パターソン・グレートフォールズ国立歴史公園」の一部として保護されている。アメリカ合衆国議会は2009年にその設立を承認した。
この滝はアメリカ合衆国最大の滝のひとつであり、滝の落差を利用した水車などでニュージャージー州の初期の産業発展において重要な役割を果たした。「グレートフォールズ・オブ・パターソン-ギャレット・マウンテン国立自然史跡」（National Natural Landmark）の一部であり、1976年からは国立歴史建造物地区（National Historic Landmark District）にも指定されている。「「グレートフォォールズの用水路と動力システム」は、1977年に国定歴史的土木工学史跡と国定歴史的機械工学史跡にも指定された。

## 参照項目
- 世界の滝一覧(List of waterfalls)